# زاينده
نهر يعبر مدينة اصفهان ثاني مدن إيران وهو أهم أنهار إيران الداخلية ومصدر مياه هذا النهر عين ديمه وقناة كوهرنگ والتي حفرت في جبال زردكوه لتحويل جزء من منابع نهر قارون لزيادة مياه النهر.
يصب النهر في مستنقع كبير يعرف بمستنقع (گاوخوني) بالقرب من مدينة اصفهان وهو مستنقع كبير مساحته 476 كيلومتر مربع.

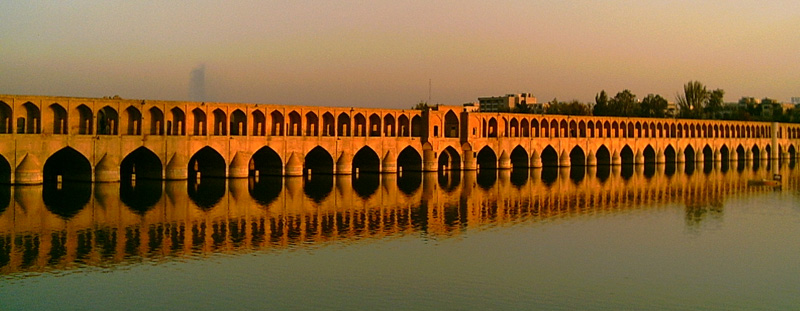
جسر 33 على نهر زاينده

## سبب التسمية
كلمة (زاينده) باللغة الفارسية تعني (الولود) أو (الخصب) ويقصد به أن النهر يجلب الخصوبة والخضرة للمناطق التي يرويها.

## أهمية النهر
مدينة اصفهان قليلة الأمطار ويشكل نهر (زاينده) المصدر المائي الرئيسي للمدينة كما يتم نقل المياه منه عبر قناة إلى مدينة يزد.
يعتبر في اصفهان رمزاً للتفاؤل ويطلق عليه (زاينده رود) وتعني في الفارسية (النهر الولود).
كما يشكل النهر والجسور الكثيرة المقامة عليه مقصداً سياحياً مهماً للمدينة.